# Новицкий, Даниил Яковлевич
Даниил Яковлевич Новицкий — советский военный, государственный и политический деятель.

## Биография
Родился в 1913 году в деревне Самодумки. Член ВКП(б) с 1936 года.
С 1930 года — на военной, общественной и политической работе. В 1930—1963 гг. — ученик учебно-производственного комбината в Орше, бригадир, механик, инструктором автотракторного дела, командир танка в одной из танковых частей Белорусского военного округа, участник национально-революционной войны в Испании, командир танка Т-26, лейтенант 32-й легкотанковой механизированной бригады, участник Великой Отечественной войны, служил в Белорусском военном округе.
Избирался депутатом Верховного Совета СССР 1-го созыва.
Умер после 1985 года.